# Erioconopa harukawai
Erioconopa harukawai là một loài ruồi trong họ Limoniidae. Chúng phân bố ở miền Cổ bắc.